# Don't Ask
Albums de Sonny Rollins
Don't Stop the Carnival
(1978) Love at First Sight
(1980)
Don't Ask est un album du saxophoniste ténor Sonny Rollins paru en 1979 sur le label Milestone.

## Réception
L'auteur et critique de jazz Scott Yanow mentionne sur AllMusic que le contenu est « un peu irrégulier mais l'album vaut la peine d'être obtenu pour ses moments forts » en particulier pour l'interprétation du duo Sonny Rollins-Larry Coryell sur les morceaux The File et My Ideal.

## Titres
| N°     | Titre                        | Compositeur                                 | Durée |
| ------ | ---------------------------- | ------------------------------------------- | ----- |
| Face A |                              |                                             |       |
| 1.     | Harlem Boys                  | Sonny Rollins                               | 7:06  |
| 2.     | The File                     | Larry Coryell                               | 4:14  |
| 3.     | Disco Monk                   | Sonny Rollins                               | 7:42  |
| Face B |                              |                                             |       |
| 4.     | My Ideal                     | Newell Chase, Leo Robin, Richard A. Whiting | 3:41  |
| 5.     | Don't Ask                    | Sonny Rollins                               | 4:27  |
| 6.     | Tai-Chi                      | Sonny Rollins                               | 4:49  |
| 7.     | And Then My Love I Found You | Sonny Rollins                               | 6:14  |

## Enregistrement
Les morceaux sont enregistrés du 15 au 18 mai 1979 au Fantasy Studios à Berkeley (Californie) et paru sur le label Milestone Records,.
| Musicien      | Instrument                      | Titre     |  | Équipe technique |                     |
| ------------- | ------------------------------- | --------- |  | ---------------- | ------------------- |
| Sonny Rollins | saxophone ténor, piano, lyricon | 1-7       |  | Orrin Keepnews   | producteur          |
| Mark Soskin   | piano, synthétiseur             | 1, 3, 5-7 |  | Wally Buck       | ingénieur           |
| Larry Coryell | guitare électrique à 12 cordes  | 2-5, 7    |  | Richard Corsello | ingénieur, remixing |
| Jerome Harris | guitare basse                   | 1, 3, 5-7 |  | Joe Tarantino    | remastering         |
| Al Foster     | batterie                        | 1, 3, 5-7 |  | Phil Bray        | photographie        |
| Bill Summers  | congas, percussions             | 1, 3, 5-7 |  |                  |                     |